# 我寫了一首歌
我寫了一首歌是英國女歌手梅·穆勒的歌曲。由梅·穆勒、凱倫·普爾（Karen Poole）和路易斯·湯普森（Lewis Thompson）共同創作，於2023年3月9日透過环球音乐、國會音樂、EMI發行單曲。歌曲代表英国參與2023年在英国利物浦舉辦的2023年欧洲歌唱大赛，梅·穆勒最終以24分獲得比賽第25名。

## 製作與發行
梅·穆勒、凱倫·普爾（Karen Poole）和路易斯·湯普森（Lewis Thompson）共同創作本作，歌曲每分鐘125拍，以a小調創作。我寫了一首歌於2023年3月9日登陸各大音源平台，其音樂錄影帶由二人組導演執導，影片中的穆勒在精心布置的布景中盡情玩弄著前男友。影片版音源於31日釋出。
這是首關於前男友的歌曲，穆勒將對他的憎恨轉化為朗朗上口的流行歌曲。她在接受採訪時表示：「首先，這是首你能跟著唱、跟著跳的流行歌曲。不管你說什麼語言，都能唱出前副歌的答答答」。官方榜单公司形容這是首有著穆勒招牌沉穩嗓音的歐陸舞曲。

## 歐洲歌唱大賽

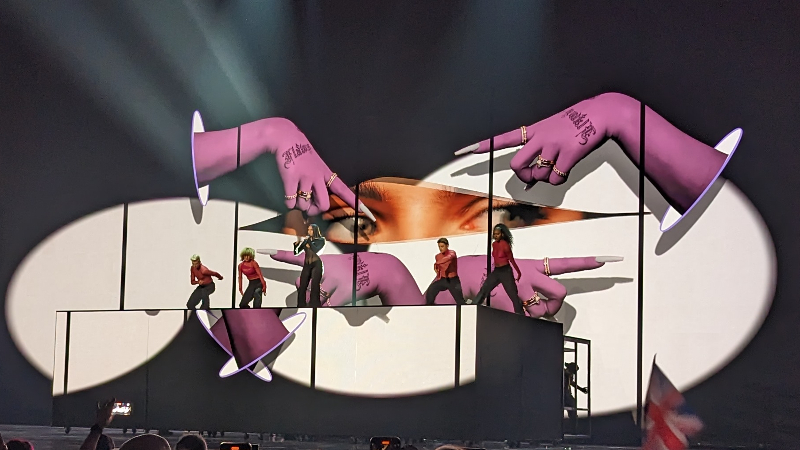
梅·穆勒在2023年歐洲歌唱大賽

今年英国广播公司（BBC）仍和合作選擇英國代表，考慮到近年來的英國代表均為男性，團隊表示也許不該再派男人，今年的英國代表可以是女性、非二元性別，也可以不是英國人。3月9日，正式宣布梅·穆勒將代表英國參賽，演出曲目為我寫了一首歌。
本屆歐洲歌唱大賽於英国利物浦利物浦體育館舉行，由於英國為「五大國」，不須參與半決賽直接晉級。決賽於5月13日舉行，穆勒被安排在第26位演出，也是最後的演出者。身穿黑色長褲和緊身胸衣的穆勒和4名舞者一起瀟灑演出，身後的螢幕上則展示著波普藝術。最終穆勒以評審得分15分，觀眾得分9分，合計得分24分獲得2023年歐洲歌唱大賽第25名。
倒數第2的成績跌破眾人眼鏡，因為賽前的賭盤和評論們皆認為我寫了一首歌有望進入前十名。的馬克·薩維奇（Mark Savage）認為歌曲不及同場較勁的女歌手出彩，而複雜的歌詞也很難在短短3分鐘內給觀眾留下深刻印象。英國《旁觀者》的弗雷泽·尼尔森則指出舞台效果不佳，對比冠軍羅琳表演那麼多次紋身，英國簡直菜到不行。尼尔森還批判，他認為如果沒有心要比賽可以把任務交給同樣具有資格的獨立電視公司，至少他們比較會選人。
梅·穆勒在賽後感言寫道：「我知道我開了許多玩笑，但我想說聲謝謝，過去幾個月裡我們投入全部精力，旅途的結果不如預期但我為大家給到驕傲。謝謝大家，我愛你們，我會將這段旅程銘記在心」。

## 專業評價
的馬克·薩維奇稱我寫了一首歌是首坦率、有趣的復仇主題曲，它苦澀得像一袋檸檬，比普通感冒還讓人抓狂。也許過於普通使它不能名列前茅，但是你很難不注意到這場迪斯可盛宴。英國《衛報》的史考特·布萊恩（Scott Bryan）感激歌曲比起英國廣播公司推出的歌曲更像是首商業化的流行歌曲。同樣來自《衛報》的亚历克西斯·佩特里蒂斯（Alexis Petridis）給予本作3/5星，他認為歌曲過於標準化，我寫了一首歌是比英國近年來派出的選手厲害，但它離山姆·萊德的太空人還有段距離。
挪威《每日雜誌報》給予4/6分，評論稱這是本次大賽中最純粹的一首流行歌曲。Wiwibloggs的內部評審團給予歌曲7.94/10分，評審團稱我寫了一首歌製作精良、討人喜歡，而且是首難得令人興奮的英國參賽作品。英國《每日电讯报》的詹姆斯·霍爾（James Hall）評比4/5星，霍爾稱梅·穆勒的我寫了一首歌聰明又時髦，是英國所需的精工歐洲歌唱大賽流行歌曲」。
美國全国公共广播电台的格倫·威爾登將英國的演出排在「十大2023年歐洲歌唱大賽演出」第2名，稱讚它延續了「自從跟你分手後過得更好」的優良傳統。美国娱乐网站的強·歐布萊恩（Jon O'Brien）評選本作為「2023年度最佳歐洲歌唱大賽歌曲」第6名，歐布萊恩遺憾英國沒能深挖和時的經典搖滾，而是選用貼近Z世代的做法。這首有著風貌的歌曲聽起來就像是為抖音量身訂做般。

## 參與名單
來源：Qobuz
- 曼尼·馬拉昆（英语：Manny Marroquin） – 混音、錄音室人員
- 凱倫·普爾（Karen Poole） – 背景和聲、聯合演出、詞曲創作
- 路易斯·湯普森（Lewis Thompson） – 製作人、工程、鍵盤、貝斯、合成器、編程、聯合演出、錄音室人員、詞曲創作
- 戴爾·貝克（Dale Becker） – 母帶工程、錄音室人員
- 梅·穆勒（英语：Mae Muller） – 主唱、主藝人、聯合演出、詞曲創作
- 布蘭登·赫南德茲（Brandon Hernandez） – 助理母帶工程、錄音室人員
- 查克·佩雷拉（Zach Pereyra） – 助理混音、錄音室人員
- 安東尼·維爾基斯（Anthony Vilchis） – 助理混音、錄音室人員
- 阿爾弗雷德·帕克斯（Alfred Parx） – 製作人、鼓、笛、吉他、喇叭、鍵盤、鋼琴、額外製作人、小提琴、弦樂器、貝斯、合成器、編程、聯合演出
- 特雷·斯特遜（Trey Station） – 助理混音、錄音室人員
- 諾亞·麥克科克爾（Noah McCorkle） – 助理母帶工程、錄音室人員

## 榜單表現
| 排行榜（2023年）                         | 排名 |
| ---------------------------------------- | ---- |
| 希臘（國際唱片業協會希臘分會國際單曲榜） | 57   |
| 冰島（Plötutíðindi）                     | 23   |
| 愛爾蘭（愛爾蘭唱片音樂協會）             | 44   |
| 立陶宛（AGATA）                          | 23   |
| 瑞典（瑞典每周热歌榜）                   | 10   |
| 英國（官方榜单公司單曲榜）               | 9    |

## 銷量認證
| 國家或地區                   | 認證 | 認證單位/銷量 |
| ---------------------------- | ---- | ------------- |
| 英國（英国唱片业协会）       | 銀   | 200,000‡      |
| ‡僅含認證的串流媒體+實際銷量 |      |               |